# メドハースト・アパート

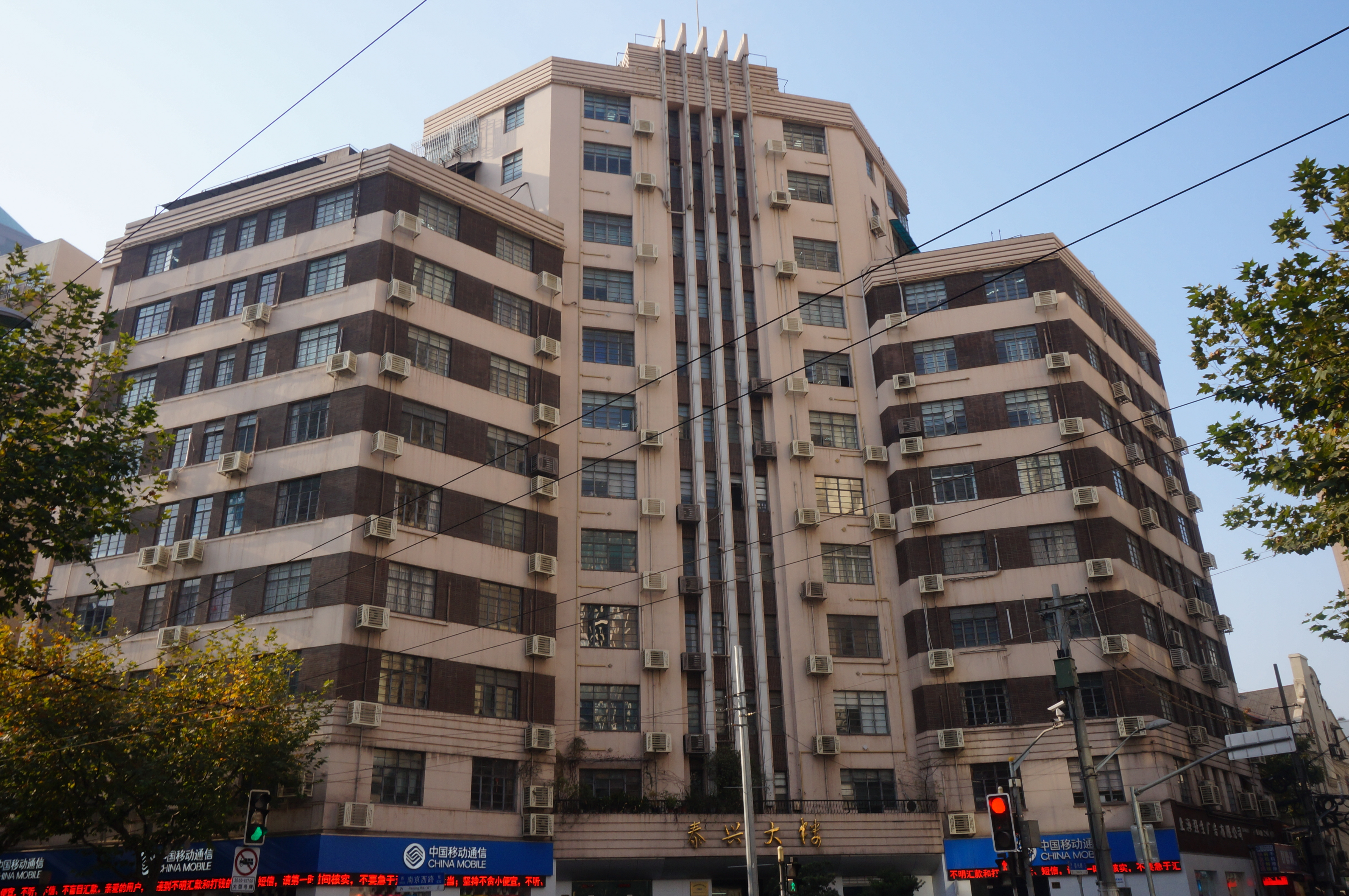
メドハースト・アパート

メドハースト・アパート（英語: Medhurst Apartments）、中国語名は泰興大楼、は上海市静安区南京西路934号にある集合住宅である。建築名は泰興路の旧名「メドハースト・ロード」から由来した。
このマンションは1933年に竣工し、1956年に上海市政府に移管された。メドハースト・アパートは12階建てのモダニズム建築であり、上海市優秀歴史建築に入選されている。